# Assens Amt
Assens Amt blev oprettet i 1662 af det tidligere Hagenskov Len. Vissenbjerg Sogn blev dog afgivet til Rugård Amt. Amtet bestod kun af et enkelt herred, nemlig Båg. Amtet blev nedlagt ved reformen af 1793, og indgik derefter i Odense Amt.

## Assens Amtsrådskreds 1842-1970
I 1842 blev Båg Herred og Vends Herred (det tidligere Hindsgavl Amt) slået sammen til Assens Amtskommune med eget amtsråd. Frem til 1970 var Nordvestfyn (med Middelfart og Assens) en selvstændig amtsrådskreds. 
Odense amt som omfattede Nordfyn dækkede i perioden således geografisk både Odense Amtsrådskreds og Assens Amtsrådkreds.

## Amtmænd
- 1768 – 1783: Henrik Bille-Brahe
- 1783 – 1809: Ludvig Frederik Wedell-Wedellsborg